# バゲット (テレビ番組)
『バゲット』は、2018年（平成30年）10月1日から2023年（令和5年）3月30日まで日本テレビと中京テレビで毎週月 - 木曜日10:25 - 11:30（JST）に生放送されていた情報番組である。番組ロゴ上の正式タイトルは『バゲット HAVE A GOOD TIME WITH BAGUETTE!（2022年〈令和4年〉9月29日まで）』→『バゲット Baguette（同年10月3日から）』。日本テレビタワーマイスタジオから生放送。

## 概要

### 制作情報
「気分がアガる♪」をコンセプトとした情報番組で、番組名である「バゲット」はフランスパンの一種に由来する。本番組では「イチからわかりやすく」として、エンタメニュースや生活情報、時事ネタを紹介するといった内容となる。

### 略歴
2018年9月27日まで生放送された『PON!』に代わる平日昼前の情報番組として開始された。MCには『PON!』から青木源太（出演当初は日本テレビアナウンサー）が引き続き担当し、新たに尾崎里紗（日本テレビアナウンサー）が起用されることになった。この他の出演者も同局所属のアナウンサーのみが出演し、同局としては初の局アナのみによる情報番組となる（ゲストや日テレポシュレ、気象予報士の出演者を除く）。
また、当番組の開始により、日本テレビの情報番組では、2011年4月以来7年半振りに新たに情報番組を編成することとなった。
放送は『ラジかるッ』から12年半にわたり平日昼前の情報番組で使用していたゼロスタジオからではなく、マイスタジオから生放送が行われている。
2019年4月1日より専任の気象情報担当を設置し、気象予報士の宮崎由衣子が番組に加入した。
2020年4月4日から姉妹番組である土曜日未明1:59 - 2:44に『夜バゲット』が放送開始。司会は青木源太（当時日本テレビアナウンサー）と郡司恭子（日本テレビアナウンサー）が務める。
2020年9月末で青木が退職・降板し、10月1日から平松修造が新MCに就任。『夜バゲット』は10月3日から川畑一志が新MCに就任。
2020年10月3日から土曜日午前11時55から5分枠のスピンオフ番組『バゲットトレーニングクラブサタデー』が放送開始。翌2021年3月27日まで放送された。
2022年8月11日の放送では、MCの尾崎が第1子懐妊により10月から産休に入るため、9月末で番組を降板することを発表。
2022年8月31日放送分で、毎週水曜レギュラーを務めた後藤晴菜（日本テレビアナウンサー）が第1子懐妊による産休に伴い、一時休演すると発表し。
2022年9月29日に平松と尾崎が番組を卒業した。卒業の挨拶は11:13に飛び降りる中京テレビに配慮して飛び降りポイントの手前に行われた。またリニューアルに伴い、番組キャラクターのヒゲットさんの出演も終了。
2022年10月3日、番組開始以来初のリニューアルが行われ、番組ロゴ・セットを一新。田中毅と笹崎里菜が新MCに就任。また、準レギュラーとしてジャニーズユニットのふぉ〜ゆ〜が10月6日より加入。
2022年11月1日、2人目の準レギュラーとして春日俊彰（オードリー）が加入。
2022年11月14日、翌2023年3月末を以ての放送終了が発表された。
2022年12月7日、気象予報士の宮崎由衣子が当日より産休に伴い、一時休演。
2023年2月14日、気象予報士の宮崎が火曜担当として復帰。同年3月27日からは、全曜日に復帰した。
2023年3月30日、放送終了。最終回には、準レギュラーの春日とふぉ〜ゆ〜もエンディングまで出演した。本番組の終了を持って『峰竜太のホンの昼メシ前』から22年半続いた関東ローカルの昼前の情報番組枠、ならびにマイスタジオを使用する地上波の帯番組が共に幕を下ろした。なお、2023年4月以降も姉妹番組『夜バゲット』は継続し、番組最末期のセットも引き続き使われている。
2023年4月3日からは、当番組終了翌日に終了した前座番組『スッキリ』と枠統合する形で後継番組『DayDay.』が9:00 - 11:10（金曜日は10:25まで）の枠で放送を開始した。また、当番組が編成されていた月曜 - 木曜10:25 - 11:30のうち、11:20 - 11:30の10分間に『ストレイトニュース』（NNN冠のつかないローカルパート、任意ネット）を設けた。このため日本テレビ系列昼ニュース枠は、日本テレビなどでは月曜 - 木曜に限り、放送時間がこれまでの15分から25分に実質上拡大した（即ち、オムニバス化）。また、「日テレポシュレ」については『日テレポシュレ三ツ星モール』として11:10 - 11:20に単独番組扱いで放送を継続している。

### 視聴率
初回視聴率は『PON!』と変わらない水準の3.5％だったが、第2回は2.2％、第3回は2.5％と、視聴率は2％台となっている（ビデオリサーチ調べ、関東地区・世帯・リアルタイム）。
初週の平均視聴率は2.7％で、前週の『PON!』の平均視聴率3.5％よりも下がった。その後は視聴率が上がり、2020年には4～5％を記録する程になった。

## 出演者
- お天気コーナー・日テレポシュレ・その他レギュラー以外、出演時点で日本テレビアナウンサー。

### 番組終了時点
| 月曜日 | 火曜日   | 水曜日       | 木曜日     |
| MC | MC       | MC           | MC         |
| --- | -------- | ------------ | ---------- |
| 田中毅 |          |              |            |
| 笹崎里菜 |          |              |            |
| 日替わりレギュラー |          |              |            |
| 黒田みゆ | 杉原凜   | 田辺大智     | 小髙茉緒   |
| 弘竜太郎 | 後呂有紗 | 忽滑谷こころ | 佐藤真知子 |
| 企画レギュラー（太字は中継企画(木曜)担当）                                                                                                  |          |              |            |
| 川畑一志・上重聡・梅澤廉・ラルフ鈴木・澁谷善ヘイゼル 郡司恭子・畑下由佳・岩本乃蒼・徳島えりか 他                                            |          |              |            |
| 準レギュラー |          |              |            |
| ふぉ〜ゆ〜 |          |              |            |
| 春日俊彰（オードリー） |          |              |            |
| お天気コーナー（いずれも気象予報士） |          |              |            |
| 宮崎由衣子 |          |              |            |
| 日テレポシュレ |          |              |            |
| クワバタオハラ（くわばたりえ・小原正子）・遼河はるひ（女優） 田中美奈子（歌手）・水野裕子（タレント）・三石琴乃（声優）・諏訪部順一（声優） |          |              |            |

### 過去の出演者
- 日替わりレギュラーは番組終了時は各曜日1名が隔週出演。
  - 2020年頃まで2〜3名で隔週出演。後藤は毎週出演。
  - 日替りレギュラー降板後も不定期にVTR出演する場合がある。

MC・気象予報士
| 期間      | 期間      | MC       | MC       | 気象予報士 | 気象予報士 | 気象予報士 | 気象予報士 |
| 期間      | 期間      | 男性     | 女性     | 月曜       | 火曜       | 水曜       | 木曜       |
| --------- | --------- | -------- | -------- | ---------- | ---------- | ---------- | ---------- |
| 2018.10.1 | 2019.3.28 | 青木源太 | 尾崎里紗 | 美濃岡洋子 | 美濃岡洋子 | 岡田沙也加 | 岡田沙也加 |
| 2019.4.1  | 2020.9.30 | 青木源太 | 尾崎里紗 | 宮崎由衣子 | 宮崎由衣子 | 宮崎由衣子 | 宮崎由衣子 |
| 2020.10.1 | 2022.9.29 | 平松修造 | 尾崎里紗 | 宮崎由衣子 | 宮崎由衣子 | 宮崎由衣子 | 宮崎由衣子 |
| 2022.10.3 | 2022.12.6 | 田中毅   | 笹崎里菜 | 宮崎由衣子 | 宮崎由衣子 | 宮崎由衣子 | 宮崎由衣子 |
| 2022.12.7 | 2023.2.9  | 田中毅   | 笹崎里菜 | 石上沙織   | 坐間妙子   | 坐間妙子   | 菊池真以   |
| 2023.2.13 | 2023.3.23 | 田中毅   | 笹崎里菜 | 石上沙織   | 宮崎由衣子 | 坐間妙子   | 菊池真以   |
| 2023.3.27 | 2023.3.30 | 田中毅   | 笹崎里菜 | 宮崎由衣子 | 宮崎由衣子 | 宮崎由衣子 | 宮崎由衣子 |

日替わりレギュラー・中継企画レギュラー
| 期間      | 期間       | 男性日替わりレギュラー | 男性日替わりレギュラー | 男性日替わりレギュラー   | 男性日替わりレギュラー     |
| 期間      | 期間       | 月曜                   | 火曜                   | 水曜                     | 木曜                       |
| --------- | ---------- | ---------------------- | ---------------------- | ------------------------ | -------------------------- |
| 2018.10.1 | 2019.3.28  | 藤井恒久 安村直樹      | 安藤翔 菅谷大介        | 上重聡 中野謙吾 山本紘之 | ラルフ鈴木                 |
| 2019.4.1  | 2019.9.26  | 藤井恒久 川畑一志      | 菅谷大介               | 上重聡 中野謙吾 山﨑誠   | ラルフ鈴木 田中毅          |
| 2019.9.30 | 2020.3.26  | 藤井恒久 川畑一志      | 菅谷大介               | 上重聡 中野謙吾          | ラルフ鈴木 大町怜央        |
| 2020.3.30 | 2020.9.30  | 藤井恒久 川畑一志      | 菅谷大介               | 中野謙吾                 | ラルフ鈴木 大町怜央 上重聡 |
| 2020.10.1 | 2021.3.25  | 川畑一志               | 菅谷大介               | 中野謙吾                 | ラルフ鈴木 大町怜央 上重聡 |
| 2021.3.29 | 2022.3.31  | 川畑一志               | 安村直樹               | （不在）                 | 田辺大智                   |
| 2022.4.4  | 2022.9.1   | 川畑一志               | （不在）               | （不在）                 | 田辺大智                   |
| 2022.9.5  | 2022.9.29  | 川畑一志               | （不在）               | 田辺大智                 | 田辺大智                   |
| 2022.10.3 | 2022.12.27 | （不在）               | （不在）               | 田辺大智                 | （不在）                   |
| 2023.1.4  | 2023.3.30  | 弘竜太郎               | （不在）               | 田辺大智                 | （不在）                   |

| 期間      | 期間       | 女性日替わりレギュラー       | 女性日替わりレギュラー | 女性日替わりレギュラー | 女性日替わりレギュラー |
| 期間      | 期間       | 月曜                         | 火曜                   | 水曜                   | 木曜                   |
| --------- | ---------- | ---------------------------- | ---------------------- | ---------------------- | ---------------------- |
| 2018.10.1 | 2019.3.28  | 郡司恭子 杉上佐智枝          | 杉野真実               | 後藤晴菜               | 森富美                 |
| 2019.4.1  | 2019.9.26  | 郡司恭子 杉上佐智枝 久野静香 | 杉野真実               | 後藤晴菜               | 森富美                 |
| 2019.9.30 | 2020.3.26  | 森富美 久野静香              | 杉野真実               | 後藤晴菜               | 杉上佐智枝 笹崎里菜    |
| 2020.3.30 | 2021.3.25  | 久野静香                     | 杉野真実               | 後藤晴菜               | 笹崎里菜               |
| 2021.3.29 | 2022.3.31  | 畑下由佳                     | 久野静香               | 後藤晴菜               | 笹崎里菜               |
| 2022.4.4  | 2022.9.1   | 畑下由佳                     | 笹崎里菜 杉原凜        | 後藤晴菜               | 小髙茉緒               |
| 2022.9.5  | 2022.9.29  | 畑下由佳                     | 笹崎里菜 杉原凜        | 忽滑谷こころ           | 小髙茉緒               |
| 2022.10.3 | 2022.12.27 | 浦野モモ 黒田みゆ            | 杉原凜 後呂有紗        | 忽滑谷こころ           | 小髙茉緒 佐藤真知子    |
| 2023.1.4  | 2023.3.30  | 黒田みゆ                     | 杉原凜 後呂有紗        | 忽滑谷こころ           | 小髙茉緒 佐藤真知子    |

| 期間      | 期間      | 日替わりレギュラー | 中継企画レギュラー | 中継企画レギュラー |
| 期間      | 期間      | 不定期             | 木曜               | 木曜               |
| --------- | --------- | ------------------ | ------------------ | ------------------ |
| 2018.10.1 | 2021.3.25 | （不在）           | （不在）           | （不在）           |
| 2021.3.29 | 2021.9.30 | （不在）           | ラルフ鈴木         | 上重聡             |
| 2021.10.4 | 2022.3.31 | 小髙茉緒           | ラルフ鈴木         | 上重聡             |
| 2022.4.4  | 2023.3.30 | （不在）           | ラルフ鈴木         | 澁谷善ヘイゼル     |

#### マンスリーレギュラー
- ハイスクールチルドレン（アイドルグループ、2018年11月 - 2020年12月）- 番組エンディングのみに出演。
- 東京力車（ヴォーカルグループ、2021年1月）- 番組エンディングのみに出演[20]。
- 新野尾七奈（モデル、2021年3月・4月[注 31]）[21]

## コーナー
本番組は、生放送を前提に製作しているため、コーナーの開始時間が異なったり、コーナーが前後に交互する場合がある。

### 曜日共通コーナー
LIFE with…
2022年10月より開始。気分が上がる暮らしの知恵を紹介。
今朝のHOTニュース→気分が上がる! 焼きたてエンタメトピックス→エンタメSelect
ニュースおよびエンタメを分かりやすく伝える。
空を見上げてみよう→バゲットweather
11時時点での全国の最新気象情報を伝えるが、放送地域である関東・東海地区へ向けてのフォローがある。
日テレポシュレ
通販コーナー。詳細は同該項目を参照。

### 各曜日VTR企画・コーナー
青木の源タメ→平松修造と申します→SIDE_B（月曜日）
2022年10月より開始。男性MCの持ちコーナー。『青木の〜』ではジャニーズタレントを中心としたエンタメ情報を紹介していた。2020年10月よりMCが平松に交代し、芸能人にインタビューを行い様々な魅力を引き出すコーナーに変更。田中のMC就任時にタイトルを変更。芸能人の知られざる一面、いわゆるB面を引き出すインタビュー企画となっており事実上平松の企画を引き継いだ形となる。
SPOTLIGHT theater（火曜日）
2021年10月より開始。今注目のエンタメ作品を紹介する。
東京ラーメン中継『勝負の一杯』（木曜日）
2022年4月よりラーメンを中心とした特集として不定期で放送される中継企画。都内のラーメン店よりラルフ鈴木・澁谷善ヘイゼルが中継、コーナー内では人気メニューであるラーメンを調理する。同年11月より準レギュラーとなった春日も出演することがある。
B.T.Cバゲットトレーニングクラブ（水曜日）
Tipnessから講師を呼び、月ごとのテーマに沿ったトレーニングメニューを紹介。不定期でヨガや太極拳を行うこともある。2022年4月27日までは後藤と尾崎が講師と共にトレーニングを行っていたが、同年5月 - 9月は尾崎から日本テレビアナウンサーが週替わりで1名登場し、講師と共にトレーニングを行った。また、同年9月7日からは進行役が後藤から田辺・忽滑谷（隔週交代）に交代となる。10月のリニューアル以降は、MC・レギュラー陣は原則不参加となりエクササイズを見届ける形となる。
| 放送日 | 放送日 | アナウンサー     | アナウンサー  | アナウンサー    | アナウンサー    | アナウンサー  |
| 放送日 | 放送日 | 第1週            | 第2週         | 第3週           | 第4週           | 第5週         |
| ------ | ------ | ---------------- | ------------- | --------------- | --------------- | ------------- |
| 2022年 | 5月    | 4日:後呂有紗     | 11日:川畑一志 | 18日:小髙茉緒   | 25日:田辺大智   |               |
| 2022年 | 6月    | 1日:梅澤廉       | 8日:小髙茉緒  | 15日:大町怜央   | 22日:田中毅     | 29日:杉原凜   |
| 2022年 | 7月    | 6日:忽滑谷こころ | 13日:小髙茉緒 | 20日:大町怜央   | 27日:石川みなみ |               |
| 2022年 | 8月    | 3日:佐藤真知子   | 10日:後呂有紗 | 17日:川畑一志   | 24日:菅谷大介   | 31日:畑下由佳 |
| 2022年 | 9月    | 7日:伊藤遼       | 14日:山本紘之 | 21日:河出奈都美 | 28日:石川みなみ |               |
ふぉ〜ゆ〜調査団（木曜日）
2022年10月より開始。ジャニーズユニットのふぉ〜ゆ〜が、様々な企業への調査を通じてためになる情報を引き出す。

#### バゲットPREMIUM（2022年10月 - ）
TOKYOバズりグルメ→BUZZグルメガイド（月曜日）
2020年10月より開始。2022年10月にコーナーをリニューアル。ゲストと共に、巷で話題の最新グルメを取材し紹介する。『TOKYO〜』時代は進行役のアナウンサーはバスガイドの格好で出演。ゲストのグルメへの評価には、ハトが使用されていた。
TOKYOニッポンぐるめぐり→NIPPONグルメガイド（火曜日）
2022年4月より開始。2022年10月にコーナー名を変更。日本テレビアナウンサーが都内にある日本全国のご当地料理を出す店を取材、紹介する。
水曜日はカレーの日（水曜日）
カレーが大好きな芸能人と共に東京都内を中心にある行きつけの店などを巡る。
TOKYOおいしい使える公園MAP→TOKYO世界ぐるめぐり→WORLDグルメガイド（木曜日）
日本テレビアナウンサーが公園およびその周辺を取材し、紹介。企画変更後は、都内にある各国の料理を出す店を取材、紹介する。

#### 過去のコーナー
気分が上がる!ランキング（曜日共通）
2022年9月まで放送。スポットやグルメ、グッズなどをランキングで紹介する。
お出かけヒゲットさん（曜日共通）
ヒゲットさんが芸能人の所に赴き、持ち込んだトークテーマに沿ってインタビューを行う。
ヒゲットさんのパンの耳（木曜日）
企業の情報をヒゲットさんとリポーターが紹介する。
バゲットOneMicLIVE（水曜日）
2021年3月 - 9月まで放送。今SNSで注目されているアーティストをゲストに呼び、アカペラによって生歌を披露する企画。
| 出演日  | 出演アーティスト | 披露曲                       |
| ------- | ---------------- | ---------------------------- |
| 3月17日 | 當山みれい       | 『願い〜あの頃のキミへ〜』   |
| 5月19日 | 川島ケイジ       | 『シロヨヒラ』               |
| 6月16日 | 鈴木鈴木         | 『枯れそうな恋』             |
| 7月14日 | 鈴木瑛美子       | 『KIng』                     |
| 8月25日 | 清水美依紗       | 『Starting Now～新しい私へ』 |
| 9月29日 | iScream          | 『himawari』                 |
帰宅部尾崎シリーズ
『私、ランニング始めます！』（2019年1月 - 3月）
- 学生時代は帰宅部で運動が苦手であった自身を変えたいという理由から、この年の東京マラソンへの挑戦に向けた密着企画

『私、東京ドームでチアを踊ります』（2019年7月 - 9月）
- 大観衆の前でもパフォーマンスができる度胸をつけるためという理由から読売ジャイアンツ公式マスコットガールヴィーナスの一員として、この年の8月29日に東京ドームで行われた、対広島東洋カープ戦でのダンスの披露に向けた密着企画。

『私 カッコいい大人の女性になります』（2020年4月 - 8月）
- 日本テレビ入社後から10kgほど体重が増えてしまった尾崎が美ボディを目指すための密着企画。結果、2.8kgの減量に成功しこの年のファッション雑誌『Oggi』の10月号にて誌面デビューを果たした。

『アナウンサーの私がガチで声優を目指しちゃった件』（2022年3月 - 7月）
- 秋ごろを目標にゲスト扱いではなく一声優としてアニメ出演することを目標に有名声優養成所である青二塾の協力を基に行ったチャレンジ企画。結果、尾崎は同年4月 - 9月に放送されたテレビアニメ『ラブオールプレー』に声優として出演した。

NCT DANCE CLUB（水曜日）
2022年10月より開始。同曜日深夜に放送されるWhat's NCT!?とのコラボ企画。NCTの曲に合わせて、同グループに所属するソンチャン・ショウタロウが簡単に踊れるダンスを紹介する。11月30日放送では、What's NCT!?の名場面を放送。以降放送はされていない。
がんばれ!長州くん（曜日共通）
2022年8月にスッキリで放送されていたODDJOB制作のショートアニメーション。同年10月より、続編として10時55分〜11時頃に放送。同年12月8日の60話を持って放送終了。

## ネット局

### レギュラー放送
- 番組放送中は日本テレビからの送出による時刻表示を行っていて（CM中は各局別送出）、日本テレビではお天気ループも送出している。

放送終了時点
| 放送対象地域 | 放送局            | 系列           | ネット開始日                  | 放送時間                  | 備考                    |
| ------------ | ----------------- | -------------- | ----------------------------- | ------------------------- | ----------------------- |
| 関東広域圏   | 日本テレビ（NTV） | 日本テレビ系列 | 2018年10月1日 - 2023年3月30日 | 月曜 - 木曜 10:25 - 11:30 | 【制作局】              |
| 中京広域圏   | 中京テレビ（CTV） | 日本テレビ系列 | 2018年10月1日 - 2023年3月30日 | 月曜 - 木曜 10:25 - 11:15 | [ 注 38 ] [ 24 ] [ 25 ] |

### 日テレポシュレ
| 放送対象地域 | 放送局          | 系列           | 放送曜日・放送時間   |
| ------------ | --------------- | -------------- | -------------------- |
| 愛媛県       | 南海放送（RNB） | 日本テレビ系列 | 土曜 11:55 - 12:55内 |

### 過去のネット局
| 放送対象地域 | 放送局                    | 系列           | ネット開始・終了日            | 放送時間                  | 備考      |
| ------------ | ------------------------- | -------------- | ----------------------------- | ------------------------- | --------- |
| 熊本県       | くまもと県民テレビ（KKT） | 日本テレビ系列 | 2018年10月8日 - 2021年9月29日 | 月曜 - 水曜 10:25 - 11:30 | [ 注 40 ] |

## 特番による放送休止
特番などによる放送休止は以下の通り。
- 2018年12月31日 - 2019年1月3日：年末年始特別編成のため。
- 2019年4月1日：10:25 - 12:55に『NNN news every.特別版「平成」の次は?新元号誕生まですべて見せます』（この日の『news every.』の通常放送とは別に放送）を放送のため。
- 2019年5月1日：10:25 - 11:45に『NNN news every.特別版 新時代「令和」幕開け… すべて見せます』（この日の『news every.』の通常放送とは別に放送）を放送のため。
- 2019年12月30日 - 2020年1月2日：年末年始特別編成のため。
- 2020年11月4日：10:25 - 11:30に『NNN news every.特別版 アメリカ大統領選挙2020スペシャル』（この日の『news every.』の通常放送とは別に放送）を放送のため。
- 2020年12月28日 - 31日・2021年1月1日：年末特別編成のため。
- 2021年5月5日：9:30 - 11:25に『札幌チャレンジハーフマラソン2021』中継（札幌テレビ制作）を放送のため。
- 2021年7月27日、8月4日・5日：『東京オリンピック2020』中継を放送のため。
- 2021年12月28日 - 30日・2022年1月3日：年末年始特別編成のため。
- 2022年2月8日・10日：『北京オリンピック2022』中継を放送のため。
- 2022年12月28日・29日、2023年1月2日・3日:年末年始特別編成のため。

## スタッフ
- 演出
  - （月）河野拓海（以前はディレクター）
  - （火）小早川憲一
  - （水）髙橋篤史（以前はディレクター）
  - （木）二神新
- 構成
  - （月・火）はっしー橋本
  - （水）志村和哉・石田謙祐（志村→2020年6月-、石田→2022年4月-）
  - （木）鈴木健太郎・平和紘（鈴木→2020年5月-、平→2022年4月-）
- TM：吉松耕司
- SW：岩本茂、高田憲一、久保潤哉、早川智晃（早川→以前はSW/CAM）（日替り）
- SW/CAM：松嶋賢一、高野信彦、加美山稔、中村哲也、高松里恵（回によって異なる）
- CAM：髙木静香、中村佳央、濱川和人、福田伸一郎、津野祐一、髙木亮、横田将宏、矢作陽一、伊藤孝浩、渡辺滋雄、橋本圭祐、佐原陽平、後村武、岩永雄允、星合陽介、遠藤慎治、日向野崇、三谷恭平、島田佳奈、池田純哉、浦上真里奈、西阪康史、小林沙祐里、圓谷光記、岡田勇輝、森亮介、川島佑介（日替り）
- MIX：青山禎矢、山田値久、加賀金重郎、寺田恭子、宮内貞、高木哲郎、杉村理紗、小境健太郎、松村美緒、滝口祐造、梓沢曜平、伊藤義典、蔭山友紀子、林英毅、星野正樹、山本慎吾（日替り）
- VE：鈴木昭博、笈川太、飯島友美、古手川大、石山実、向山江梨佳、天内理絵、佐久間治雄、塩原和益、八木一夫、岩原正明、船越正道、柳澤圭佑、吉﨑慶、三崎美貴、渡邊佳寛、石野太一、橋詰聖仁、三橋崇弘、片山雄斗、鈴木裕美、鬼頭知佐、石坂忠義、矢田部昭、藤原将展、柳原拓実、藤原達記、尾山直樹、杉本裕治、沼田広美、飯島章夫、小峰祐司、横山秀樹、北岡大輔、山口考志、池田祐一郎、喜屋武寛之、岡本卓也、小山龍一、向山江梨佳、山口郁馬、中村晋也（日替り）
- LD：小川勉、吉原儀、下平好実、萩野谷徹、粂野高央、木村弥史、大矢幸男、市川朋樹、池長正宏、名取孝昌、真壁弘、村上洋平、仲野貴信、栗山真純、岩井千知、大野精一、高橋正彦、高橋明宏、千葉雄、徳永博一、藤山真緒、菅原佑介、井口弘一郎、渡邊知夏、大場浩、角田信稔、鈴木道隆、大矢晃、斗澤秀、本木卓、加藤明穂（日替り）
- 技術協力：NiTRO
- 美術協力：日テレアート
- 音楽効果：杉山謙一郎、岡崎宏、橋本いづみ、橘哲夫（週替り）
- ECG：宮前芳恵（一時離脱→復帰）、鈴木(旧姓:村松)朋子、石黒好美、辻根昌枝、齋藤さやか（週替り）
- TK：竹島祐子、伊村佳恵、奈良里美、山際慎子、長坂真由美（山際・長坂→一時離脱→復帰）（週替り）
- 校閲(2023年3月2日-)：伊藤裕子、三浦樹、望月俊生、山田慎一（日替り）
- 美術：三浦昭彦、髙井美貴（髙井→月・火、以前はデザイン→一時離脱→美術）
- 美術デザイナー：熊崎真知子（以前はデザイン）、山本莉子（山本→2022年12月21日-）
- アートディレクション：佐貫良子（以前はタイトルデザイン）
- CG：堀江隆臣
- 音楽：田熊理秀
- 音楽制作：堀田卓也（2022年5月2日-）
- 音楽協力：日本テレビ音楽
- 制作協力：AX-ON
- 日テレポシュレプロデューサー：齊藤尚宣、椿有貴、佐谷直子、佐藤伸一、斉藤良大、平賀知博、島袋みさと、村崎遥香、櫛田建太郎、中尾光佐、興石将大、吉田稔、植田良樹、長瀬徹、栗崎圭悟、柴田雅美、白岩大輔、佐々木后里、池田修大、伊藤峰子（佐藤・斉藤・島袋・佐々木・池田→以前は週1D、佐々木→一時離脱→復帰）（週替り）
- NP(2022年6月1日-)：谷香奈美（2022年5月31日まではAP）
- デスク：山田雅子、大西真紀
- ディレクター
  - （複数）：中村克之（以前は毎日D）、齋藤美里（以前は週1D）、今井かす美（以前は週1D）
  - （週1）：上村雄一、浅川政樹、久保佑斗（久保→以前は火曜演出）、渡邉麻子、斎藤奈奈、森本裕亮、小舩井悠輔、村本剛、村田真之、井上公志、松下貴之、稲葉則央、畑中真治、中井康二、成瀬祐太、金澤賢史、白井可奈子、川岸昌嗣、吉岡大介、中島賢一、小曽根雅紀、吉濱明秀、濱修一、有馬周作、戸塚謹嗣(嗣司)、中村慎吾、江口真也、小川拓也、佐久間葉一、宮内佑弥、佐藤理絵、市原和歌子、杉江達也、片岡大地、竹田卓将、若菜久利、國忠里紗、山崎愛弥、杉本憲隆、高橋陽介、船越康之、石谷徳崇、坂仲久恵、武井秀人、藤田侑宏（以前は月曜・スタジオ担当）
- ND(2022年5月2日-)：板倉渚、加藤由里菜、鈴木真央、伊藤日香、宮田葉月、友寄いくみ、小原歩美（宮田～小原→以前は週1D）、金田悠希、木村みく菜、北村菜奈、佐藤菜々歩、坂本明音、黄昱珉、戸田楓夏、倉田愛佳、小川莉穂、西山由唯、小藪陽南子、可信幸乃、藤澤希星、三井夢乃、遠藤あんり、佐藤彩乃、熊岡達伸、瀧田ゆい、久喜美和、細見志織（日替り）
- スタジオ
  - （週1・曜日不定）：萩原翔樹（以前は火曜・スタジオ担当）、野原卓司（以前は月・水→水・スタジオ担当）、後藤一輝（以前は月曜・スタジオ担当のみ►スタジオ・複数►一時離脱）、木村智彦、谷岡彩奈
  - （水）：井原絢（月曜担当の回あり）/山本史剛（以前は週1D兼務）、稲波宏樹（週替り）
- プロデューサー：一色彩加、吉田(呉)安宏、藤永京子、山崎千絵、望月理充（望月→以前は水→火曜演出、スタジオ担当の回あり）、大木紀子（大木→以前は月〜水曜AP）、小川和宏、本多日花理（小川・本多→2021年10月-、一色→2022年6月1日-、呉→2022年10月-、小川→以前は毎曜日芸能デスク）（毎日）、鈴木美江子（週替り）（鈴木→2021年6月1日-、鈴木→一時離脱）
- 統括プロデューサー：武末大作（2022年6月1日-）
- チーフプロデューサー：倉田忠明（2021年6月1日-）
- 製作著作：日本テレビ

### 過去のスタッフ
- 総合演出：石村修司、森石丈浩（森石→2020年10月1日-2022年11月30日）
- 演出：千々岩賢（月）、大倉雅弘、山口大輔（火、大倉→以前は水→月曜演出、山口→以前はディレクター）、星野克己（水、以前は月曜演出）
- 構成：タムケン（水、以前は水・木）
- SW：加賀屋博史
- CAM：小野寺裕太、高橋布実弥
- MIX：辻直哉
- VE：岡田直紀
- LD：久保弘子、森脇優月
- 美術：滋田由布子
- 音楽制作：酒巻未緒
- 芸能デスク：妹尾和夫（月・火）
- 報道デスク：酒井礼人
- デスク：角田沙織
- 制作協力：東阪企画
- ディレクター：島林誠太朗、板垣雅斗、飯野修一、百武みつき、高山利成、光畑広大、中野貴文、藤原ともい、飯島航、小出泰寛、鈴木隼、千葉智亮（千葉→木曜・スタジオ担当、以前は火曜・スタジオ担当）、伏原滉和、伊原雄樹、本山崇
- スタジオ：碓田千加志（毎日）／長友彩景（月、週1D兼務）、辰巳洋平（火、一時離脱→復帰）、大八木直（水）、山田瑞貴（木）、千葉智亮（木、週1D兼務）、中出到（木）
- 日テレポシュレプロデューサー：里村匡史、鬼丸尚、土師恭子（土師→以前は複数曜日D→一時離脱）、平林淳（以前はD）、長瀬徹、木村亮（週替り）
- プロデューサー：山本由緒、井原亮子（井原→2021年6月1日-2022年5月31日）、高田耕作、三門綾子（毎日）
- 統括プロデューサー：中谷聡（2022年5月2日-5月31日、以前はプロデューサー）
- チーフプロデューサー：小林景一（2020年9月30日まで）、三浦俊明（2020年10月1日-2021年5月31日）